# Tyrnyauz
Tyrnyauz (ros. Тырныауз) – miasto w południowej Rosji, w Kabardo-Bałkarii, położone w dolinie Baksanu, na terenie północnego Kaukazu. 

## Historia
Miasto (największa osada w wąskiej dolinie Baksanu) położone jest na wysokości 1100–1300 m n.p.m. i otoczone szczytami górskimi o wysokości ponad 2500 m n.p.m. W 1937 odkryto tutaj rudy wolframu i molibdenu, a w 1940 rozpoczęto ich wydobycie (sztolnia na wysokości 2000 m n.p.m., ruda zwożona koleją linową). Miasto stało się wówczas ośrodkiem górniczym. W 1942 toczyły się tu ostre walki z hitlerowcami, szturmującymi kaukaskie przełęcze. W 1943 Niemców wyparto, a w styczniu 1945 uruchomiono zniszczoną kopalnię. W 1973 rozpoczęto eksploatację złóż metodą odkrywkową. 
W czerwcu 2001 miasto zostało znacznie zniszczone w wyniku spływu gruzowo-błotnego.

## Osobliwości
W mieście zbudowano płaskorzeźbę przedstawiającą dwóch górników ze świdrami, szturmujących skalną ścianę.